# Andrew Mangiapane
Andrew Mangiapane (Toronto, Ontario, 4 de abril de 1996) es un jugador profesional canadiense de hockey sobre hielo que se desempeña en la posición de extremo izquierdo en Calgary Flames, equipo de la National Hockey League (NHL).

## Carrera
Fue seleccionado en la sexta ronda en la NHL Entry Draft de 2015. En 2017 hizo su debut profesional con el equipo Calgary Flames, donde lleva jugando siete temporadas.